# Tufão Haiyan
O tufão Haiyan, conhecido nas Filipinas como supertufão Yolanda foi um dos ciclones tropicais mais poderosos já registados. Ao atingir terra, Haiyan devastou partes do Sudeste Asiático, particularmente as Filipinas. É um dos tufões Filipinos mais mortíferos registados, matando pelo menos 6.300 pessoas naquele país. Em termos de ventos sustentados estimados de 1 minuto do JTWC, Haiyan está empatado com Meranti em 2016 por ser o segundo ciclone tropical mais forte com landfall, atrás apenas de Goni em 2020. Haiyan também foi o ciclone mais intenso de 2013.
O tufão causou destruição generalizada nas Filipinas, em particular na cidade de Tacloban e nas ilhas Samar e Leyte.

## Historia meteorológica

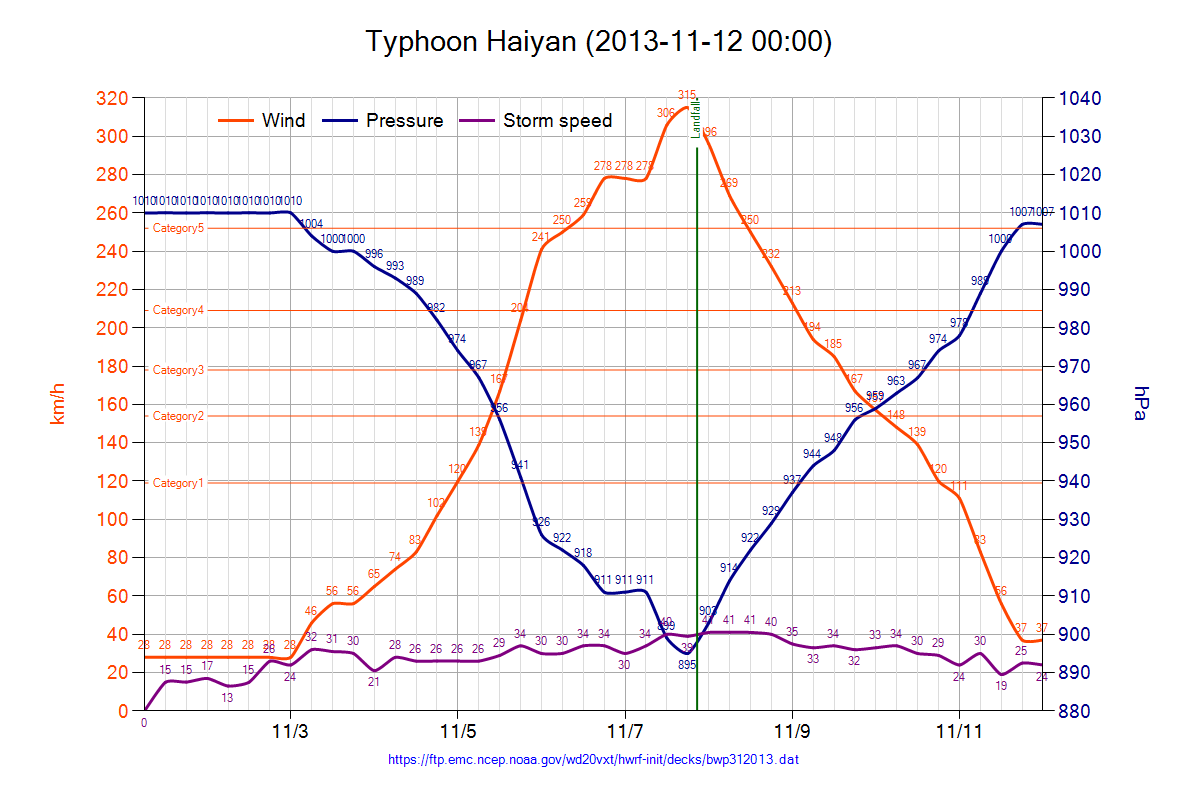

O precursor de Haiyan foi uma área de baixa pressão que começou a formar-se em 2 de Novembro, a 428 km a este-sudeste de Pohnpei, Estados Federados da Micronésia. Este sistema encontrava-se no início do processo de convecção profunda. No dia seguinte, a Agência Meteorológica do Japão (AMJ) elevou-o à categoria de depressão tropical, enquanto o Joint Typhoon Warning Center (JTWC) o designou como depressão tropical 31-W. Durante as horas seguintes na sua formação, a depressão tinha consolidado a sua convecção em torno do seu centro de circulação de nível baixo. Devido a isto, às 0:00 UTC de 4 de novembro, a AMJ elevou-o da categoria de depressão, denominando-o como tempestade tropical Haiyan, e ciclone número 30 da temporada; isto foi confirmado pelo JTWC às 03:00 UTC.
Pelo facto de se encontrar em condições muito favoráveis, o ciclone Haiyan intensificou-se de forma rápida consolidando bandas de convecção e um olho ou núcleo apenas visto em imagens de satélite. O sistema foi considerado como um tufão de categoria 1 pelo JTWC em 5 de novembro às 03:00 UTC e tempestade tropical grave pela AMJ três horas antes, sendo considerado como um tufão às 18:00 UTC. Passadas 24 horas da sua categorização como tufão, às 03:00 UTC de 6 de novembro já foi considerado como um supertufão.  Neste ponto, a estrutura do Haiyan consistia em bandas de convecção apontando para sul como um olho muito estreito análogo a um agulheiro de diâmetro de apenas 111 km, o qual passou sobre Kayangel em Palau; este olho é semelhante ao do furacão Wilma da 2005, comum em casos de rápida intensificação menores que 24 horas. Às 15:00 UTC desse dia, enquanto se situava a 209 km a nordeste de Kolor, Palau, o Haiyan foi considerado como um supertufão de categoria 5, com ventos de 260 km/h e rajadas mais fortes. Uma hora depois, às 16:00 UTC, o tufão entrou na Área de Responsabilidade Filipina (PAR segundo o acrónimo em inglês) e a Administração de Serviços Atmosféricos, Geofísicos e Astronómicos das Filipinas (PAGASA) designou-o como Yolanda.

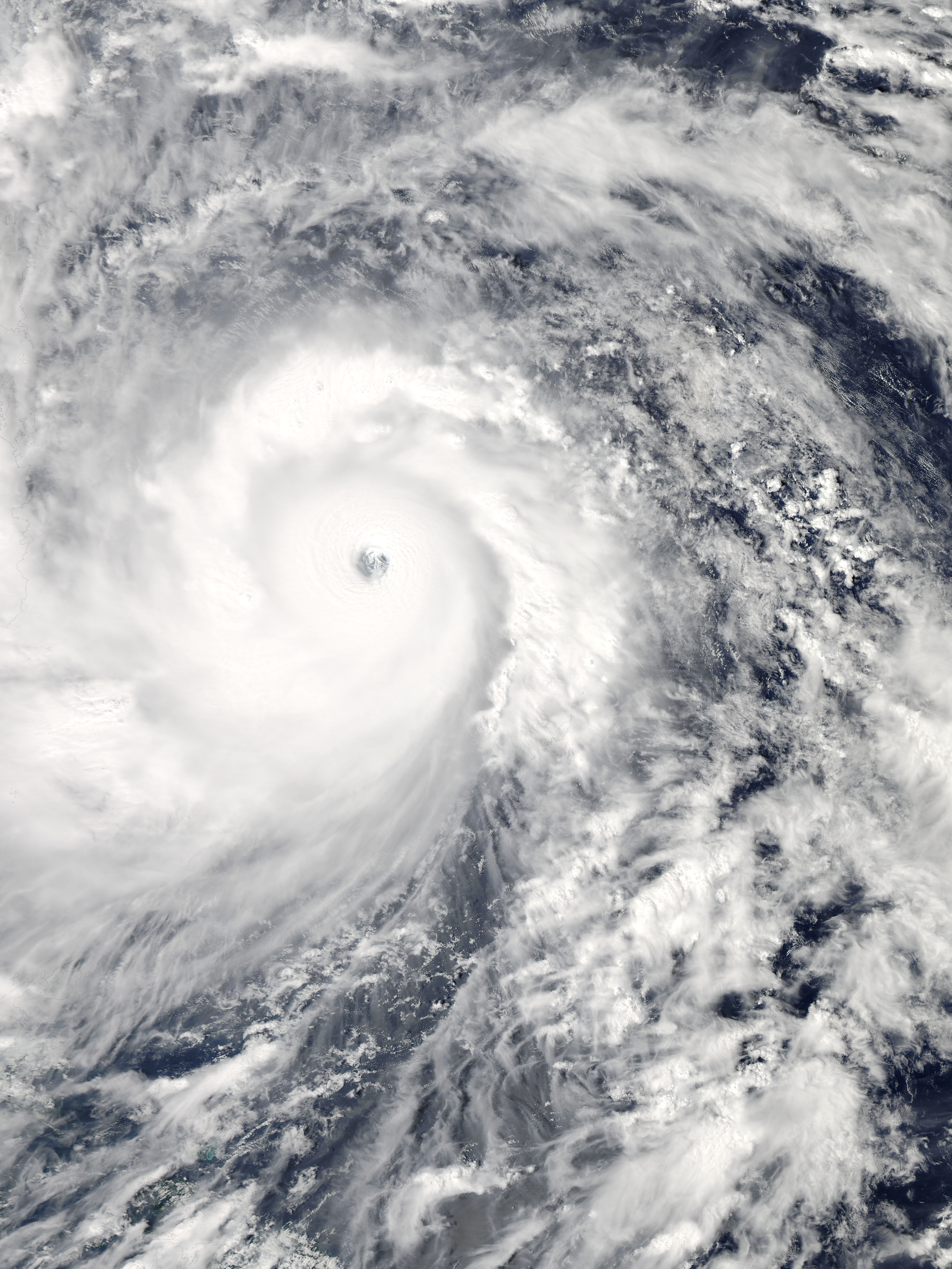
Imagem de satélite colhida em 7 de novembro de 2013 mostrando o Haiyan no seu pico de intensidade. Nesta imagem nota-se a estrutura convectiva simetricamente perfeita do Haiyan. A oeste do sistema, veem-se as bandas estreitas alimentadoras já sobre as Filipinas. Note-se o olho em forma anular sem nuvens, típico de um ciclone de grande intensidade.

Nesta área, o Haiyan continuava a intensificar-se, mostrando um anel de convecção profunda em redor de um olho muito pequeno de aproximadamente 14 km de diâmetro. Horas depois, deu-se a expansão do olho situado sobre a superfície de mar quente, com uma temperatura de 30 °C, apesar de ter uma dorsal subtropical a norte e um vento de cisalhamento débil. Às 20:45 UTC de 7 de novembro, o Haiyan finalmente fez contacto com terra, em Guiuan, província filipina de Samar Oriental. Uma hora depois, às 21:00 UTC, o JTWC, utilizando a classificação Dvorak, afirmava que o Haiyan alcançara o seu máximo pico de intensidade de ventos de 315 km/h durante um minuto; a AMJ às 12:00 UTC, estimava os ventos em 230 km/h em 10 minutos com uma pressão mínima de 895 hPa, Porém, a NOAA através das imagens de satélite, estimou a pressão mínima do Haiyan entre 858 e 884 hPa . Apesar disto, a sua intensidade fez com que o ciclone, o mais poderoso de 2013, superando o ciclone Phailin, o tufão Usagi, o tufão Francisco e o tufão Lekima. A sua estrutura mostrava perfeitamente simetria, com um olho definido e anular, múltiplos anéis concêntricos de convecção profunda. Além disso,  imagens de satélite na banda micro-ondas mostravam fortes bandas estreitas alimentadoras primárias e secundárias a nordeste e oeste da periferia do ciclone com um anel escuro de convecção fora do cimo das nuvens frias dentro da parede do olho. As bandas secundárias, já situadas sobre o arquipélago filipino, começaram a enfraquecer apesar de serem auxiliadas por um fluxo de baixo nível à periferia oeste do sistema.
Movendo-se para o interior do arquipélago, o olho anular do sistema começou a distorcer com uma diminuição de tamanho. No entanto, o vento de cisalhamento e a dorsal subtropical débeis continuavam a propiciar-lhe condições favoráveis, e consequentemente influíram pouco no seu enfraquecimento. Horas depois, enquanto se situava a 241 km a sul das Filipinas, o Haiyan iniciou a sua tendência de atenuação. A sua convecção profunda começou a superficializar-se, o seu olho ficou nublado e os ventos começaram a diminuir.

## Preparação para o furacão

### Estados Federados da Micronésia e Palau
Em 3 de novembro, logo depois da declaração do JTWC do precursor do Haiyan como depressão tropical 31-W, um aviso de tempestade tropical foi emitido para as localidades de Chuuk Lagoon, Losap e Poluwat nos Estados Federados da Micronésia. Mais a oeste, foram emitidos Avisos de Tufão nas localidades de Faraulep, Satawal e Woelai, enquanto que em Fananu e Ulul foi recomendada Vigilância de Tempestade Tropical. No dia seguinte, o Aviso de Tempestade Tropical foi ampliado até Satawal enquanto que em Woelai foi emitido um Aviso de Tufão. No estado de Yap, as ilhas de Koror e Kayangel em Palau estiveram sob Aviso de tufão em 4 de novembro.
O governo do país ordenou uma evacuação obrigatória para Kayangel, embora a maioria dos tenham ignorado a advertência, eles sobreviveram. A medida que Haiyan avançava a oeste, os avisos gradualmente foram descontinuados. Quando o sistema se tornou um tufão em 5 de novembro, os alertas de tufão foram ampliados em Palau e Yap. Prédios do governo na capital de Palau, Melekeok foram utilizados como centros de evacuação. Mesmo com as ordens de evacuação, a maioria da população de Kayangel não saiu de suas casa e enfrentaram o Tufão.

### Filipinas
Antes da chegada de Haiyan, o governo das Filipinas ordenou em 7 de novembro uma evacuação massiva da população que habitava nas encostas e zonas litorâneas. O presidente das Filipinas, Benigno Aquino III, se dirigiu à nação em um discurso televisivo advertindo que se esperava que Haiyan fosse maior que "Bopha", que em 2012 deixou 1.146 mortos. Enquanto isso, as autoridades policiais foram levadas para Bicolandia antes da chegada da tempestade. Nas províncias de Sámar e Leyte, as aulas foram suspensas e os habitantes que viviam em áreas com risco de inundações e deslizamentos de terra foram evacuados. Algumas das áreas em Bohol, em especial às afetadas pelo terremoto de 7,2 pontos em 15 de outubro estavam sob Alerta de Tufão. O presidente Aquino ordenou a envio de aviões e helicópteros à região possivelmente afetada pelo tufão. Devido a alta velocidade que Haiyan se movia, a PAGASA emitiu alertas para várias cidades do país. Em torno de 60 províncias incluindo a área de Metro Manila estavam em alerta.

## Impacto

### Estados Federados da Micronésia e Palau

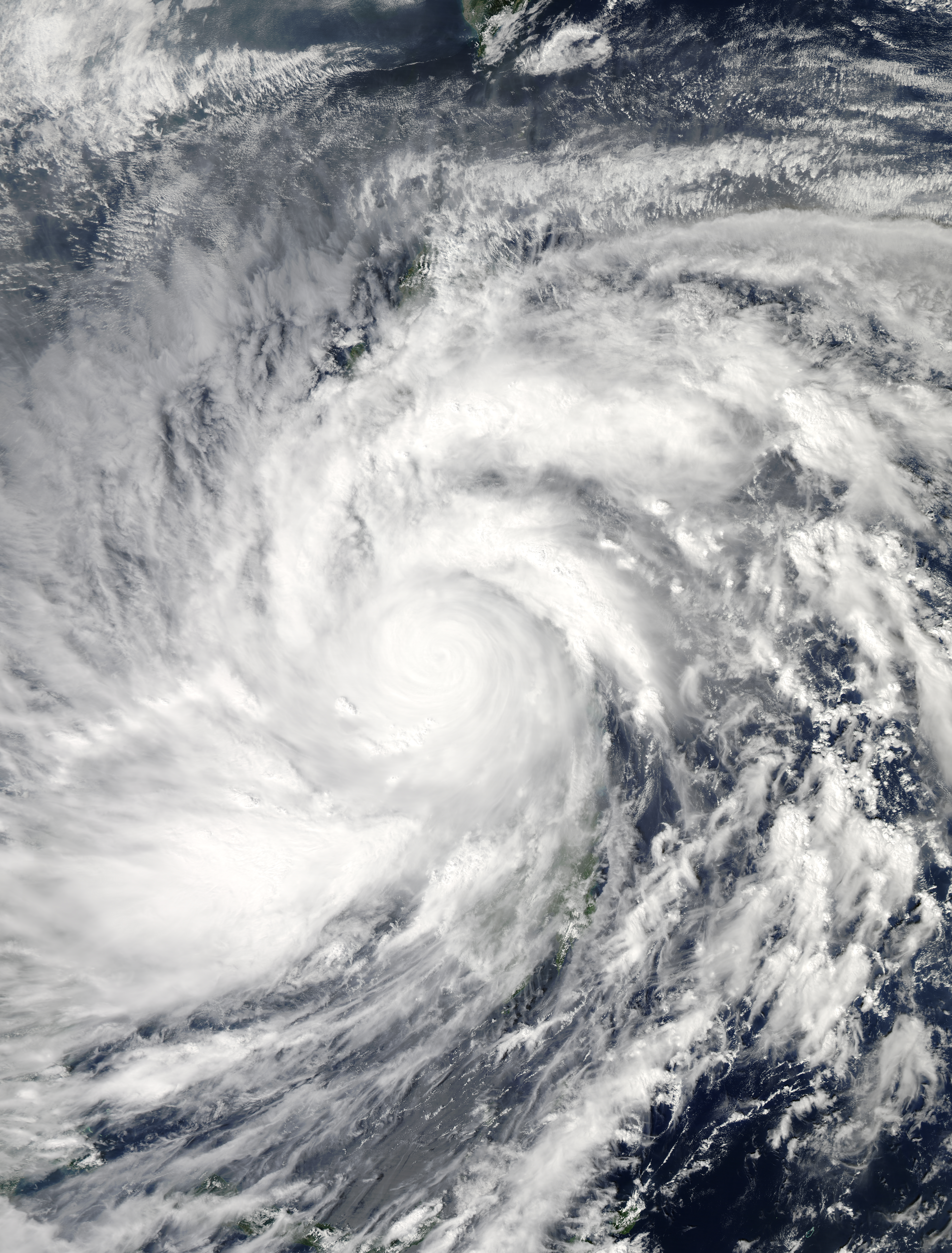
Imagem de satélite de 8 de novembro em que mostra Haiyan sobre o centro das Filipinas. Pouco mais tarde, Haiyan deixou o território Filipino como um tufão de categoria quatro

Em Kayangel e Palau, uma intensa maré danificou muitas casas enquanto que os fortes ventos destruíram inúmeras árvores. Apesar da atitude dos residentes de ignorar as advertências das autoridades, não se registrou mortes ou danos materiais significativos. Vários helicópteros estiveram sobrevoaram as ilhas para supervisar os danos e prover assistência. O governo planeja evacuar aqueles que ficaram desabrigadas na Ilha. As localidades de Koror, Babeldaob e Kayangel ficaram sem fornecimento de água potável e energia elétrica. O danos materiais em Koror foram menores devido a trajetória do Tufão ter sido mais ao norte, entretanto houve inundações nas vias principais. No norte de Babeldaob, Haiyan danificou escolas e edifícios.

### Filipinas
Haiyan tocou terra inicialmente em Guiuan, província de Samar Oriental às 20:45 UTC trazendo consigo ventos máximos de 315 km/h, o mais forte já registrado na história.  Até ao momento se foram reportadas 138 mortes e milhares de feridos segundo a National Disaster Risk Reduction Management Council (NDRRMC). Marés ciclônicas foram confirmadas em muitos lugares. Na ilha de Leyte e Samar, a PAGASA registrou ondas de cinco a seis metros.